# Jure Detela
Jure Detela, slovenski pesnik, pisatelj in esejist, * 12. februar 1951, Ljubljana, † 17. januar 1992, Ljubljana.
V Ljubljani je na Filozofski fakulteti študiral umetnostno zgodovino in anglistiko, a študija ni končal. Bil je v svobodnem poklicu. V sedemdesetih letih 20. stoletja je bil član raznih avantgardističnih skupin. Na študentskem sejmu, 23. oktobra 1971, je na Filozofski fakulteti ustanovil Študentsko cerkev. Veliko število anekdot opisuje njegovo skrajno občutljivost do vseh živih bitij, ki jo je postavljal pred vse ostalo in se je na koncu zaostrila do te mere, da ga je pripeljala do samoizstradanja in splošne oslabelosti. Neposredni vzrok njegove smrti je bila zavrnitev antibiotikov z utemeljitvijo, da gre pri razvoju zdravil v farmacevtskih laboratorjih za mučenje živali, zaradi česar je leta 1989 tudi gladovno stavkal.
Detelova poezija je po večini refleksivna, pogosto tudi aforistična. Njegove pesmi obravnavajo človekov odnos do živalstva in narave ter vsebujejo poudarjeno etično noto, ki presega običajno ekološko zavest. Poleg več zbirk pesmi je pisal še nedokončan roman Plačilo za moje stoletje, ki je bil objavljen leta 2025; posmrtno je izšla tudi njegova knjiga esejev o umetnosti in izbrani fragmenti iz zapuščine v dveh zvezkih v uredništvu Miklavža Komelja. Za svoj pesniški opus je 1992 posmrtno prejel Jenkovo nagrado. Iztok Osojnik, od kogar si je Detela sposodil naslov svoje zbirke Mah in srebro, je izdal pesniško zbirko, navdahnjeno z Detelovo poezijo (Mah in srebro: pesmi na Jureta Detelo, 2017). Istega leta je Miha Vipotnik na podlagi najdenih videoposnetkov Jureta Detele iz leta 1985 o njem posnel igrano-dokumentarni film Sočasja.